# Horst-Werner Korf
Horst-Werner Korf (* 20. Februar 1952 in Holzminden) ist ein deutscher Anatom und Hochschullehrer.

## Leben
Korf studierte Humanmedizin an der Justus-Liebig-Universität Gießen, 1976 erlangte er seine Approbation als Arzt, im selben Jahr wurde er in Gießen promoviert, sein Doktorvater war Andreas Oksche. Korf trat hernach eine Stelle als wissenschaftlicher Angestellter im Institut für Anatomie und Zellbiologie der Universität Gießen an; im Jahre 1986 wurde er für das Fach Humananatomie habilitiert. 1987–1988 verbrachte er einen Forschungsaufenthalt an den National Institutes of Health in Bethesda (USA). 1990 erhielt er einen Ruf auf eine Professur für Anatomie und Neurobiologie an der Dr. Senckenbergischen Anatomie am Fachbereich Medizin der Goethe-Universität in Frankfurt am Main. Er hatte diese Professur bis zu seiner Pensionierung 2017 inne, ab 1995 war er auch der Geschäftsführende Direktor des anatomischen Institutes sowie in den Jahren 1997 bis 1999 Studiendekan. Von 2017 bis 2023 arbeitete er als Seniorprofessor (Vertretung einer vakanten Professur) in der Anatomie der Heinrich-Heine-Universität in Düsseldorf.
Zudem war Korf Präsident der European Pineal and Biological Rhythms Society (2002–2005), Präsident der European Biological Rhythms Society (2005–2009), Vorsitzender der Anatomischen Gesellschaft (2006–2010) und Präsident der European Society for Comparative Endocrinology (ESCE) (2014–2018). Seit 2009 ist er Generalsekretär der International Federation of Comparative Endocrinological Societies.

## Wirken
Korf forscht vor allem zu Themen der Neuroendokrinologie. Zunächst beschäftigte er sich hauptsächlich mit dem Bau und der Funktion derjenigen zentralnervösen Strukturen (z. B.: Pinealorgan, hypothalamo-hypophysäres System, Nucleus suprachiasmaticus), die als Taktgeber und / oder als endokrine Drüsen im circadianen System fungieren, dem melatoninergen System galt dabei sein besonderes Forschungsinteresse. Später griff er weiter in die Chronobiologie und -medizin aus und untersuchte rhythmogene biologische Systeme bei Mensch und Tier in Hinsicht auf die Evolution dieser Systeme bis hin zu deren Rolle in Gesund- und Krankheit beim Menschen.

## Auszeichnungen
Korf wurde 2003 in die Deutsche Akademie der Naturforscher Leopoldina aufgenommen, 2017 erhielt er die Kappers-Medaille der European Biological Rhythms Society.

## Veröffentlichungen (Auswahl)
- mit Christof Schomerus und Jörg H. Stehle: The pineal organ, its hormone melatonin, and the photoneuroendocrine system. Advances in anatomy, embryology and cell biology, Band 146. Springer, Berlin 1998, ISBN 978-3-540-64135-3.
- mit Theodor Heinrich Schiebler: Anatomie. 10. Auflage, Steinkopff, Heidelberg 2007, ISBN 978-3-7985-1771-4, doi:10.1007/978-3-7985-1771-4.